# Cypridopsis toyensis
Cypridopsis toyensis är en kräftdjursart som beskrevs av Tressler 1954. Cypridopsis toyensis ingår i släktet Cypridopsis och familjen Cyprididae. Inga underarter finns listade i Catalogue of Life.